# 高雄全家海神
高雄全家海神（英語：Kaohsiung Aquas）為臺灣職業籃球隊，以高雄市作為球隊所在地，並以會員身份參與台灣職業籃球大聯盟賽事，球隊主場館為高雄市現代化綜合體育館。
高雄全家海神成立於2021年，在2021-22賽季成為T1聯盟創始球隊，首季即獲得T1聯盟年度總冠軍，2024-25賽季成為台灣職業籃球大聯盟創始球隊。

## 歷史

### 2021年
2021年5月24日，新聯盟表示有來自新北市、臺北市、臺中市與高雄市的企業向聯盟提出加盟申請，同日「阿魁斯運動文化股份有限公司」核准設立，董事長為侯嘉騏。5月26日，高雄海神發佈新聞稿表示，球隊以高雄市現代化綜合體育館作為主場館，領隊由侯嘉騏擔任，李偉誠擔任執行長，總經理為王德堯，謝玉娟出任球員發展顧問，而九太科技董事長沈會承願意將超級籃球聯賽（SBL）高雄九太科技主力球員轉移至高雄海神，雙方未來會以策略聯盟的方式合作。6月21日，T1聯盟與四支球隊未來五年的運營與財務規劃在聯盟的球團領隊會議中正式通過，四支球隊正式簽署加盟意向書、繳交加盟權利金新臺幣500萬元，並簽署三年不退出聯盟之保證。6月27日，高雄海神公布球隊Logo。8月7日，高雄海神宣佈由喬伊斯（Brendan Joyce）擔任總教練。8月13日，高雄海神宣佈由朱永弘出任助理教練。8月16日，高雄海神宣佈由彭德軒出任助理教練。10月27日，高雄海神接受全家便利商店冠名贊助，改名為「高雄全家海神」，未來雙方至少會合作三年。11月23日，高雄全家海神舉行成軍記者會，並正式亮相球隊啦啦隊「海神女孩」。12月22日，高雄全家海神吉祥物「布浪尼（Brownie）」首次亮相。

### 2022年
2022年4月17日，高雄全家海神確定以例行賽第一名之姿拿下季後賽頭號種子。4月18日，高雄全家海神宣布季後賽所有主場賽事將移師高雄市鳳山體育館舉行。5月27日，高雄全家海神在四強賽以2比0擊敗台灣啤酒英熊，挺進總冠軍賽。6月4日，高雄全家海神在總冠軍賽以3比0擊敗臺中葳格太陽，奪得2021-22賽季年度總冠軍。7月19日，高雄全家海神宣布與總教練喬伊斯（Brendan Joyce）完成續約。10月25日，高雄全家海神宣布廖哲億出任籃球事務顧問暨助理教練。

### 2023年
2023年4月16日，高雄全家海神確定拿下例行賽第三名、晉級季後賽。5月8日，高雄全家海神在四強賽以2比3不敵臺南台鋼獵鷹。

### 2024年
2024年4月27日，高雄全家海神確定拿下例行賽第三名、晉級季後賽。5月10日，高雄全家海神在四強賽以0比3不敵台啤永豐雲豹。5月23日，高雄全家海神宣佈總教練喬伊斯（Brendan Joyce）離隊。7月9日，高雄全家海神與台灣職業籃球大聯盟（TPBL）其他六支球隊發表聯合聲明。7月10日，高雄全家海神宣佈由費雪（Mathias Fischer）擔任總教練。

### 2025年
2025年4月27日，高雄全家海神確定晉級季後賽。5月4日，高雄全家海神確定拿下例行賽第三名。6月8日，高雄全家海神在四強賽以4比1擊敗福爾摩沙夢想家，晉級總冠軍賽。6月29日，高雄全家海神在總冠軍賽以3比4不敵新北國王。7月24日，高雄全家海神宣布與總教練費雪（Mathias Fischer）完成續約。

## 歷年戰績
以下列出球隊過去在T1聯盟與台灣職業籃球大聯盟的戰績。
| 聯盟總冠軍 | 晉級季後賽 |

| 賽季    | 聯盟 | 例行賽 | 例行賽 | 例行賽 | 例行賽 | 例行賽 | 季後賽                                                            |
| 賽季    | 聯盟 | 名次   | 已賽   | 勝場   | 敗場   | 勝率   | 季後賽                                                            |
| ------- | ---- | ------ | ------ | ------ | ------ | ------ | ----------------------------------------------------------------- |
| 2021-22 | T1   | 1 / 6  | 30     | 23     | 7      | .767   | 獲勝 四強賽（台灣啤酒英熊）2比0 獲勝 總冠軍賽（臺中葳格太陽）3比0 |
| 2022-23 | T1   | 3 / 6  | 30     | 16     | 14     | .533   | 落敗 四強賽（臺南台鋼獵鷹）2比3                                   |
| 2023-24 | T1   | 3 / 5  | 28     | 15     | 13     | .536   | 落敗 四強賽（台啤永豐雲豹）0比3                                   |
| 2024-25 | TPBL | 3 / 7  | 36     | 19     | 17     | .528   | 獲勝 四強賽（福爾摩沙夢想家）4比1 落敗 總冠軍賽（新北國王）3比4   |

## 設施
海神使用漢來大飯店作為球員宿舍。從2021年起使用高雄市現代化綜合體育館作為球隊主場。2022年T1聯盟季後賽所有主場賽事在高雄市鳳山體育館舉行。2022年9月將主場專用地板贈送給三民家商籃球隊，新賽季使用NBA等級的地板。2024年4月27日至28日兩場主場賽事在高雄市鳳山體育館舉行。2024年T1聯盟季後賽首輪主場賽事在高雄市鳳山體育館舉行。

## 外部連結
- 官方网站
- 高雄全家海神的Facebook專頁
- 高雄全家海神的Instagram帳戶
- 高雄全家海神的Threads
- YouTube上的高雄全家海神頻道